# Station Nozaki
Station Nozaki  (野崎駅,  Nozaki-eki) is een spoorwegstation in de Japanse stad Daitō. Het wordt aangedaan door de Gakkentoshi-lijn. Het station heeft twee sporen, gelegen aan twee zijperrons. 

## Treindienst

### JR West
| 1 | ■ Gakkentoshi-lijn | richting Kyōbashi, Kita-Shinchi en Amagasaki |
| 2 | ■ Gakkentoshi-lijn | richting Shijōnawate, Matsuiyamate en Kizu   |

## Geschiedenis
Het station werd geopend in 1899 als stopplaats. Pas in 1912 werd het een station. In de jaren ’60 werd het station vernieuwd. 

## Overig openbaar vervoer
Er bevindt zich een busstation nabij het station. Er vertrekken bussen van Kintetsu.

## Stationsomgeving
- Autoweg 170
- Jigen-tempel
- Kawachi-Iimori-berg:
  - Kasteel van Iimoriyama (ruïnes)
  - Kasteel van Nozaki
- Osaka Sangyo Universiteit
- Nozaki Tokushū-ziekenhuis
- Hoofdkantoor van Friendly
- Hoofdkantoor van Funai Electric
- Gourmet City (supermarkt)
- Sunkus
- FamilyMart

Kizu · Nishi-Kizu · Hōsono · Shimokoma · JR Miyamaki · Dōshisha-mae · Kyōtanabe · Ōsumi · Matsuiyamate · Nagao · Fujisaka · Tsuda · Kawachi-Iwafune · Hoshida · Higashi-Neyagawa · Shinobugaoka · Shijōnawate · Nozaki · Suminodō · Kōnoikeshinden · Tokuan · Hanaten · Shigino · Kyōbashi